# قرية علقان
علقان هي قرية تاريخية سياحية مرتفعة ذات أجواء ثلجية شتاءً بادرة صيفً تقع شمال غرب منطقة تبوك شمال المملكة العربية السعودية.

## التسمية
أصل أسم "علقان" هو كلمه عامية سعودية الأصل بنطق "علتزان" و التي تعني الحرق او الإشعال نظرًا لسواد الجبال التي تحيط القرية و لتلونها بلون الفحم المحترق، و ليس بمعنى العلق كعلق البحر في البئر.

## الموقع
تقع قرية علقان بالجهة الشمالية الغربية من مدينة تبوك بمسافة 170 كيلو متر وكانت من قبل منفذ جمركي وذلك لبعدها عن ميناء العقبة البحري بمسافة قدرها قدرها 90 كيلو متر.

## الآثار
عثر في قرية علقان على نقوش بالخط الثمودي مع الخط الأسلامي المبكر لكن لم تنل هذه النقوش دراسات متكاملة. 

## المعمار
يتميز معمار القرية إلى المعمار السعودي التهامي القديم حيث تتوزع بيوت القرية التراثية بالمنطقة الجبلية المرتفعة و تم بناؤها من الطين والحجارة الطبيعية المأخوذة من البيئة المحلية، كما تتفاوت منازل القرية بالمساحة والحجم و تمت مراعات تصميم المنازل مع فناءات البيوت و تتوزيع الغرف بداخلها بطريقة تقاوم الظروف الجوية و كثرة مياه الأمطار.

## المناخ
يتصف مناخ قرية علقان بالبرودة الشديدة شتاءًا مع تساقط الثلوج و مناخ معتدل في الصيف.